# Lucian Filip
Lucian Ionuț Filip (n. 25 septembrie 1990, Craiova, România) este un fotbalist român retras din activitate, care a jucat pe post de mijlocaș la echipe ca FCSB, Steaua II și Voința Snagov. Pe plan internațional, are prezențe la națională pentru România Sub-17, România Sub-19 și România Sub-21.

## Cariera

### Steaua II București
Filip a jucat pentru echipa de tineret a Stelei până în toamna anului 2008, când a fost selectat pentru echipa de seniori. Cu această ocazie Filip a bifat prima apariție în tricoul echipei în șaisprezecimile Cupa României 2008-2009 unde echipa sa a pierdut în fața echipei Sportul Studențesc și nu s-a calificat în faza următoare.

### Steaua București
După primul său meci la Steaua s-a întors la echipa a II-a doar pentru a reveni în pauza de iarnă după ce l-a impresionat pe antrenorul de atunci al Stelei Marius Lăcătuș.
În iulie 2009 el a fost trimis din nou la echipa de juniori.
Pe 18 octombrie 2009 el a debutat pentru Steaua în Liga I în victoria contra echipei Politehnica Iași. În continuare a fost împrumutat de Steaua la FC Snagov și Concordia Chiajna, echipe antrenate la vremea aceea de Laurențiu Reghecampf, cel care a cerut să-l aibă la dispoziție și la Steaua, astfel oprindu-se seria împrumuturilor. A urmat debutul în Europa League în meciul cu Ajax. În 2013, după ce a reușit o dublă în meciul Steaua-Gaz Metan, care s-a terminat 2-2, Filip a impresionat și a debutat în UEFA Champions League, fiind folosit ca titular în meciul retur cu Legia Varșovia, din play-offul Ligii Campionilor. În noiembrie 2013 a suferit o fractură de tibie și peroneu, care l-a ținut 4 luni pe tușă. A fost operat din nou în decembrie 2014. În mai 2016 s-a accidentat în timpul unui antrenament, suferind de ruptură a ligamentului încrucișat anterior al genunchiului drept.

## Titluri
Steaua București
- Liga I: 2012-2013,[12] 2013–2014, 2014-2015
- Cupa României: 2014-2015 2019-2020
- Cupa Ligii: 2014-2015, 2015-2016
- Supercupa României: 2013